# Zhabu (socken i Kina)
Zhabu (kinesiska: 鲊埠, 鲊埠回族乡) är en socken i Kina. Den ligger i provinsen Hunan, i den södra delen av landet, omkring 120 kilometer väster om provinshuvudstaden Changsha. Antalet invånare är 18837. Befolkningen består av 9 156 kvinnor och 9 681 män. Barn under 15 år utgör 18,0 %, vuxna 15-64 år 69 %, och äldre över 65 år 11,0 %.
Genomsnittlig årsnederbörd är 1 808 millimeter. Den regnigaste månaden är maj, med i genomsnitt 302 mm nederbörd, och den torraste är december, med 45 mm nederbörd.